# Blason de Catalogne
Pour les articles homonymes, voir Sang et or.

Les armes de Catalogne

Les armes de la Catalogne, d’or à quatre pals de gueules, sont les armes des comtes de Barcelone, devenues par la suite celles de la couronne d'Aragon, et aujourd'hui reprises par de nombreux États et territoires. Les quatre pals sont couramment appelés les « Quatre barres » ou le « Sang et or »

## Origine
La légende veut que Charles II le Chauve, qui, en 870, vient de donner à Guifred le Velu, les comtés d’Urgell et de Cerdagne, lui demande de lui prêter main-forte contre les Normands.
Dans la bataille, Guifred est atteint par une flèche. Le soir, l’empereur franc se rend dans la tente du comte catalan, allongé sur sa couche près de laquelle se trouve son bouclier, un champ d’or vierge de tout décor. Il trempe quatre doigts dans la blessure ouverte de Guifred et trace, d’un geste, les quatre barres rouges donnant ainsi à la Catalogne, ses armoiries d’or à quatre pals de gueules.
Selon une autre version les Sarrazins l'aurait tué, puis son assistant lui aurait ouvert le ventre aurait plongé sa main pour tenir son cœur comme une éponge puis aurait placé quatre de ces doigts sur son écu doré pour tracé cette armoirie. 
Cette légende n'est évidemment pas fondée : l'héraldique n'existe pas au temps de Charles le Chauve, et il n'y a aucune preuve que Guifred le Velu soit allé secourir le roi contre les Normands. On peut remarquer qu'une légende similaire a été utilisée en Écosse pour expliquer l'origine des armes du clan Keith, qui porte d'argent au chef palé d'or et de gueules.
Il existe plusieurs théories sur l’origine des armoiries des comtes de Barcelone, dont la première apparition datée est un sceau du comte Raymond Bérenger IV de 1159.
Pour certains, les armes comtales sont à rapprocher des armes pontificales, dont les couleurs étaient, jusqu'en 1808,  le rouge et le jaune. Or en 1077, le comte de Besalú Bernard II se déclare vassal de saint Pierre, c'est-à-dire du pape. L'héritage de Besalú est recueilli par les comtes de Barcelone en 1118, ce qui expliquerait la transmission des couleurs pontificales aux comtes de Barcelone.
Une autre hypothèse a été proposée par l’historien et héraldiste Michel Pastoureau, qui voit dans le mariage en 1112  de Raimond-Bérenger III de Barcelone et de Douce de Provence l’origine de l’écu aux quatre pals. C’est en effet dans la vallée du Rhône et dans le piémont alpin que les écus ornés de pals sont les plus nombreux.

## Histoire
Il s’agit d’un des plus anciens blasons existants. Sa première apparition claire date de 1149, dans un sceau de Ramon Berenguer IV, même si auparavant on avait déjà pu l’observer en tant que « symbole préhéraldique » sur les tombes de Ramon Berenguer II (qui date de 1082) à la cathédrale de Gérone, et de son arrière-grand-mère Ermessende de Carcassonne (qui date de 1058) qui fut l’épouse de Ramon Borrell Ier. Le nombre des pals ne s'est fixé à quatre que progressivement : de nombreuses représentations du XIIe siècle nous montrent des écus à trois, cinq ou deux pals. Après le mariage de Raymond Bérenger IV avec Pétronille d'Aragon en 1137, les armes de Barcelone devinrent les armes de la couronne d'Aragon et se diffusèrent dans l'ouest du bassin méditerranéen, portées par les cadets de la maison royale.
Les armoiries des comtes de Barcelone se sont transmises dans leurs États, reprises, dans une forme différente, par certains de leurs vassaux, par des villes dépendant d'eux ou par des territoires issus de leurs possessions. Les armes aux quatre pals furent également transmises en guise d'augmentation à de nombreuses familles vassales des rois d'Aragon.
Les armes des comtes de Barcelone furent utilisées très tôt comme une bannière. Le drapeau catalan, connu comme la Senyera, a donné naissance à de nombreux autres drapeaux.

## États et territoires existants ayant les mêmes armes que la Catalogne
- Royaume d'Espagne : 
  -  Communauté autonome de Catalogne : d'or à quatre pals de gueules
  -  Communauté valencienne : d'or à quatre pals de gueules timbrés d'un heaume au cimier de dragon, qui est la représentation des armes du roi d'Aragon dans l'armorial de Gelre.
  -  Communauté autonome des Îles Baléares : d'or à quatre pals de gueules à une bande d'azur brochante.
  -  Communauté autonome d'Aragon : écartelé, en I d'or à un arbre de sinople surmonté d'une croisette de gueules, en II d'azur à une croix pattée au pied fiché d'argent au franc-quartier, en III d'argent à la croix de gueules cantonnée de quatre têtes de maure de sable et en IV d'or à quatre pals de gueules.
- Principauté d'Andorre : écartelé, en I de gueules à la mitre  et à la d'or (Evêque d'Urgell), en II d'or à trois pals de gueules (Comtes de Foix), en III d'or à quatre pals de gueules (Catalogne) et en IV d'or à deux vaches de gueules (Vicomtes de Béarn).
- Région Provence-Alpes-Côte d'Azur : parti, en I d'or à quatre pals de gueules, en II coupé d'or à un dauphin d'azur pautré de gueules et d'argent à un aigle de gueules couronné d'or sur un mont de sable s'élevant d'une mer d'azur ondée d'argent.

### États et territoires historiques partageant les mêmes armes que la Catalogne
- Royaume de Sicile : écartelé en sautoir d'or à quatre pals de gueules et d'argent à une aigle de sable. Les rois de Siciles étaient des cadets des rois d'Aragon.

- Royaume de Majorque : d'or à quatre pals de gueules et à la bande d'azur. Les rois de Majorque étaient des cadets des rois d'Aragon

- Comté de Provence : d'or à quatre pals de gueules. Les comtes de Provence étaient des cadets des comtes de Barcelone.

- Comté de Foix : d'or à trois pals de gueules. Les comtes de Foix étaient des vassaux des comtes de Barcelone.

- Comté de Gévaudan : parti d'azur semé de fleur de lys d'or et d'or à quatre pals de gueules. Le Gévaudan a appartenu aux comtes de Barcelone. Le département de la Lozère qui lui a succédé a gardé ces armes.

### Villes ayant les mêmes armes que la Catalogne
La liste des villes reprenant les armes de Barcelone est très longue, seules sont citées ici les principales.
- Aix-en-Provence : d'or aux quatre pals de gueules ; au chef tiercé en pal : au premier d'argent à la croix potencée d'or cantonnée de quatre croisettes du même, au deuxième d'azur semé de fleurs de lys d'or brisé en chef d'un lambel de cinq pendants de gueules, au troisième d'azur semé de fleurs de lys d'or à la bordure de gueules
- Barcelone : écartelé d'argent à la croix de gueules et d'or à quatre pals de gueules
- Castellón de la Plana : d'or à quatre pals de gueules au château au naturel
- Fraga :
- Gérone : d'or à quatre pals de gueules, à l'écusson fascé-ondé de gueules et d'argent en cœur
- Lérida : d'or à quatre pals de gueules au pied de lys au naturel
- Perpignan : d'or à quatre pals de gueules, au saint Jean Baptiste au naturel
- Valence : d'or à quatre pals de gueules.

### Clubs de sport
- Valencia CF
- FC Barcelone (football)
- Villarreal CF
- USAP